# Sinquefield Cup 2013
El Sinquefield Cup 2014 va ser un torneig d'escacs que va tenir lloc a Sant Louis (Estats Units) entre el 9 al 15 de setembre de 2013.
Els quatre Grans Mestres varen jugar el clàssic control de temps (40 moviments en 90 minuts amb un increment de 30 segons per a cada moviment, seguit de 30 minuts més per la resta de la partida) en un torneig round-robin a doble volta. Magnus Carlsen, Levon Aronian, Hikaru Nakamura i Gata Kamsky són els que es varen encarar. La bossa de premis total va ser de 170.000 dolars, on 70.000$ anirien pel campió, 50.000$ pel segon, 30.000$ pel tercer classificat i 20.000$ pel quart. La mitjana d'Elo en aquest torneig va ser de 2797, el més alt en la història dels escacs. La cerimònia d'obertura va tenir lloc el 8 de setembre de 2013, i la primera ronda va començar el 9 de setembre de 2013 a les 13:00 CDT (20:00 CEST). Aquest va ser el darrer torneig per Magnus Carlsen abans del seu enfrontament al Campionat del món d'escacs de 2013 contra Viswanathan Anand a Chennai, Índia.

## Classificació
| # | Jugador         | Elo  | 01 | 02 | 03 | 04 | 01 | 02 | 03 | 04 | Punts |
| - | --------------- | ---- | -- | -- | -- | -- | -- | -- | -- | -- | ----- |
| 1 | Magnus Carlsen  | 2862 | X  | ½  | ½  | 1  | X  | ½  | 1  | 1  | 4.5   |
| 2 | Hikaru Nakamura | 2772 | ½  | X  | 1  | 1  | ½  | X  | 0  | ½  | 3.5   |
| 3 | Levon Aronian   | 2813 | ½  | 0  | X  | ½  | 0  | 1  | X  | ½  | 2.5   |
| 4 | Gata Kamsky     | 2741 | 0  | 0  | ½  | X  | 0  | ½  | ½  | X  | 1.5   |